# Scandic Hotels

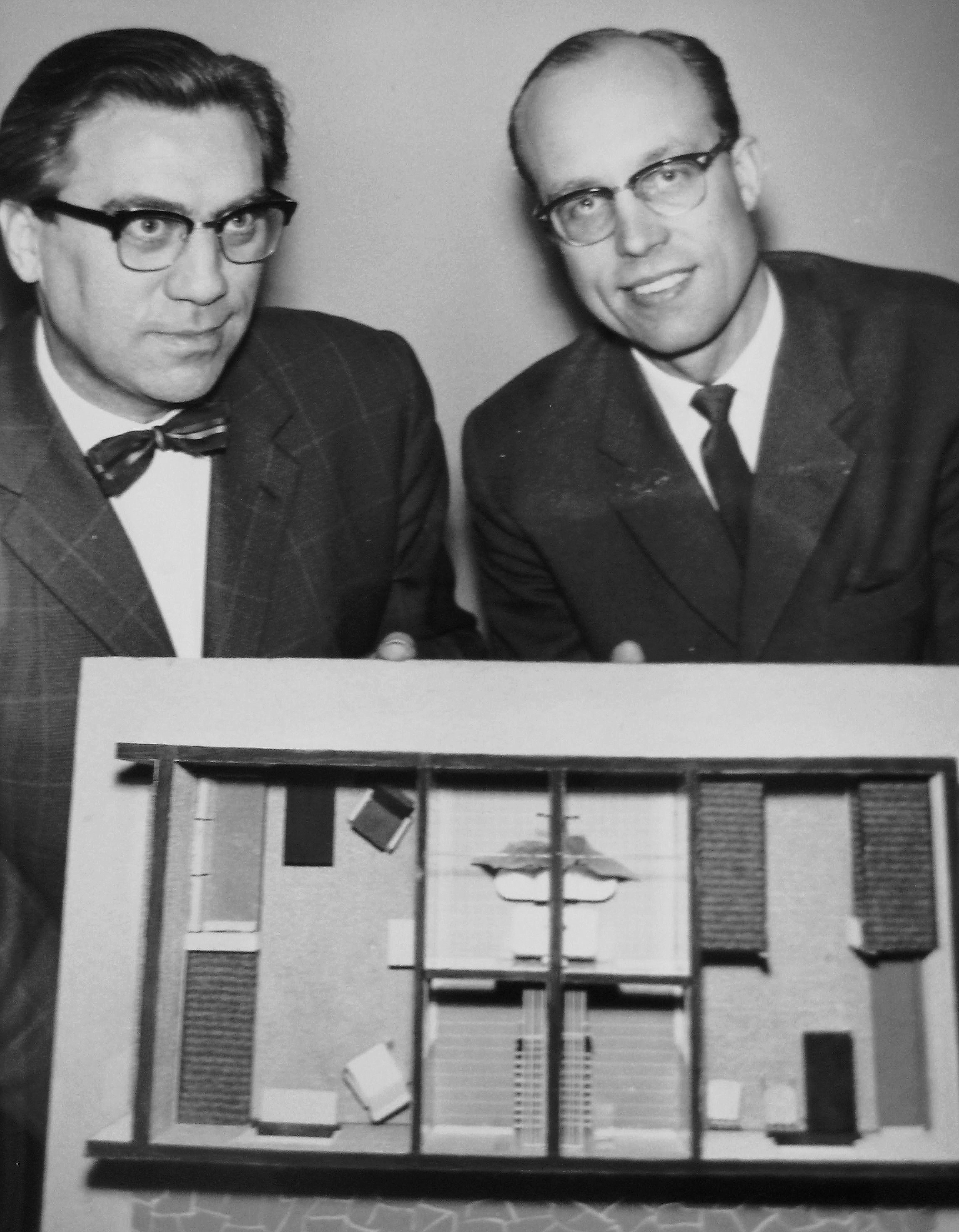
Idén till Esso Motorby, ursprunget till dagens Scandic, presenteras 1961. Arkitekt SAR Lennart Billgren till vänster och Arne Gustafsson till höger.

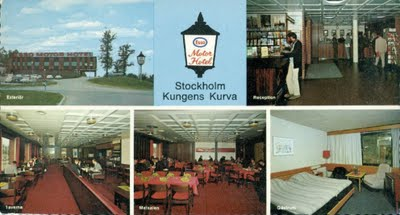
Esso Motorhotell Kungens Kurva 1968.

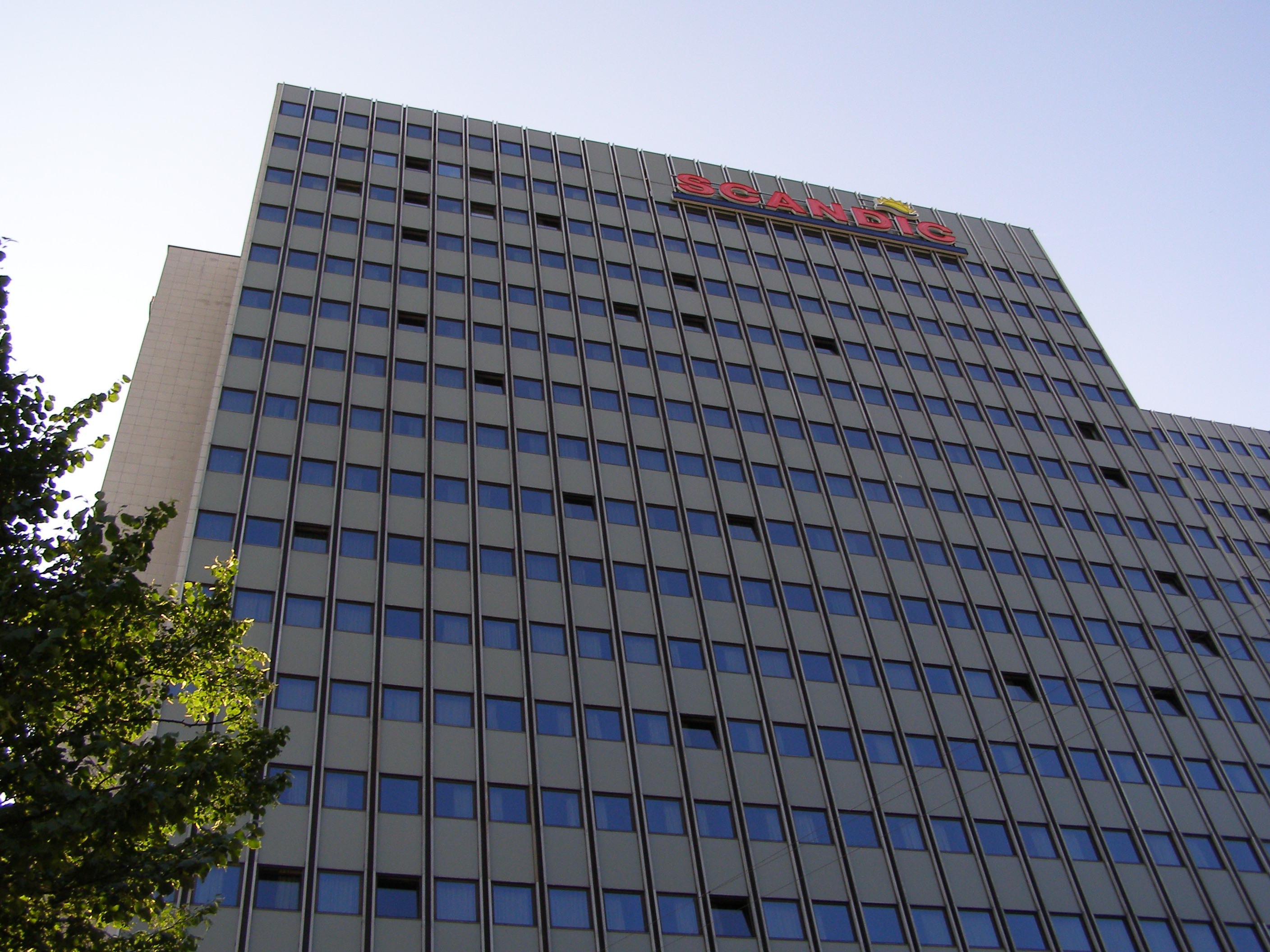
Scandic Copenhagen, Köpenhamn.

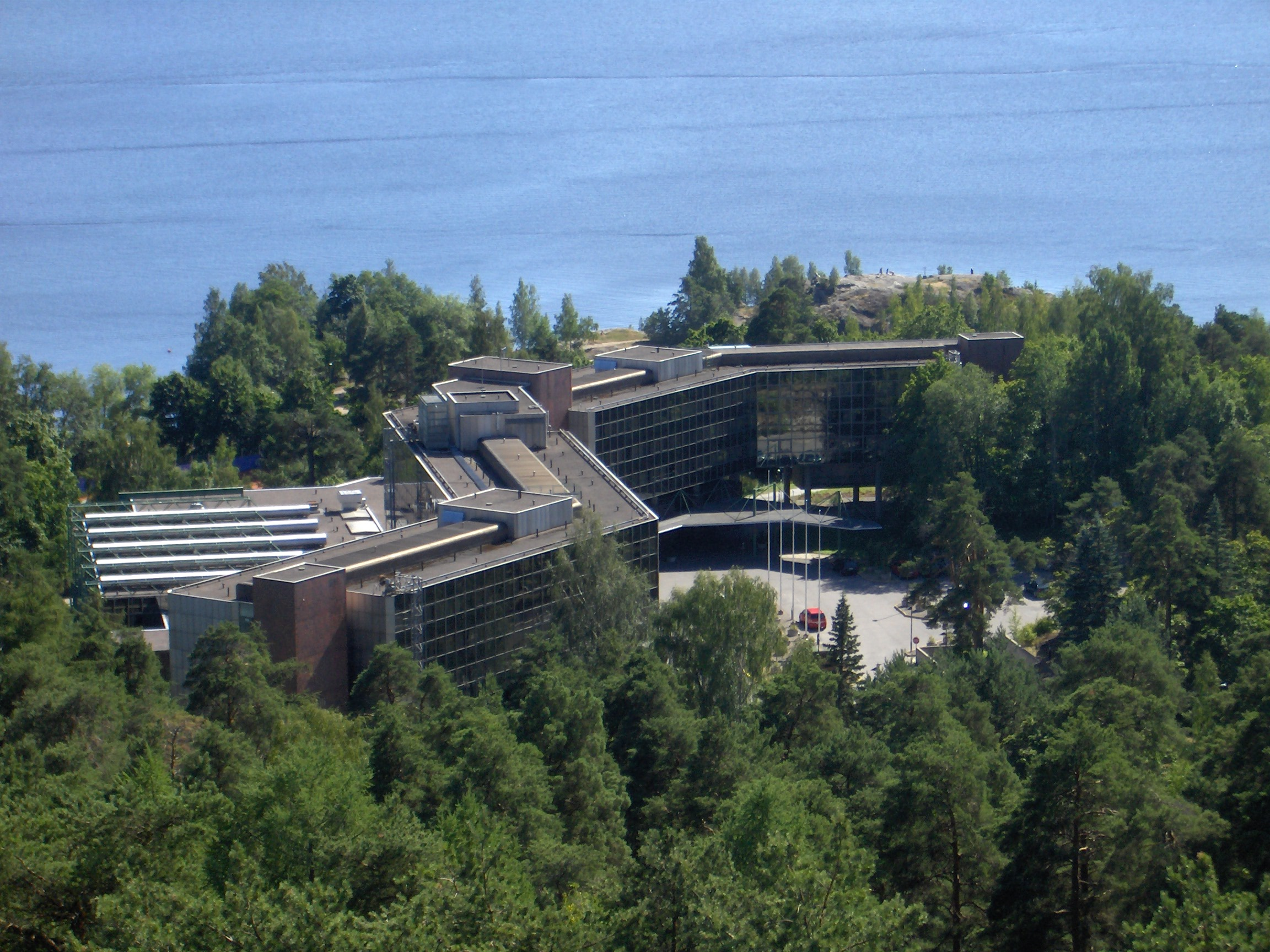
Scandic Hotel i Tammerfors, Finland.

Scandic Hotels Group AB är en svensk hotellkedja. Huvudkontoret ligger i Stockholm. Scandic Hotels huvudsakliga verksamhet är i de nordiska länderna. Förutom hotell i Sverige, Norge, Finland och Danmark har Scandic även hotell i Tyskland och Polen.
Den 31 december 2018 hade Scandic Hotels 18 000 anställda och drev 283 hotell med 57 000 gästrum.

## Historik
Det första hotellet inom det företag som nu är Scandic Hotels öppnade 1963 i Laxå som Esso Motorby, en enkel motellanläggning på 20 rum, en självservering och en Esso-servicestation. Tanken var att bygga upp en kedja av servicestationer utefter europavägar och riksvägar, kompletterade med små motell och enkla restauranger. Det var tänkt som motellservice till turister men visade sig vara intressant även för affärsresenärer, och företaget bytte namn till Esso Motorhotell.
År 1983 sålde Esso hotellkedjan till ett konsortium bestående av Barkman & Co, Ratos, Skandia och Svea och efter ett år köptes övriga ägare ut av Ratos. I samband med detta byttes namnet till Scandic Hotels. Samma år köpte man Carternord (tidigare Ica-restauranger) med runt 100 personalrestauranger genom dotterbolaget Scandic Cater. År 1996 växte kedjan genom förvärv av Reso, som tidigare fusionerat med SARA. Samma år introducerades Scandic Hotels på den svenska aktiebörsen. Två år senare förvärvades den finska hotellkedjan Arctia.

### 2000-tal
År 2000 köptes den svenska kedjan Provobis Hotels.
År 2001 köptes Scandic Hotels ut från börsen av Hilton för 612 miljoner GBP, då motsvarande 8,9 miljarder SEK, , varefter Scandic Crown vid Slussen i Stockholm namnändrades till Hilton Stockholm Slussen och Scandic Hotel Triangeln i Malmö blev Hilton Malmö City. I början av 2002 öppnades ett nytt hotell under varumärket Hilton i Linköping.
År 2007 köptes Scandic Hotels, med undantag av Hilton Stockholm Slussen, av EQT för omkring 7,7 miljarder SEK.

### 2010-tal
Under 2013 lades verksamheten i Estland ned.
I februari 2014 köpte Scandic Hotels de 72 hotell i Norge och Sverige som ingick i kedjan Rica Hotels och som efterhand skyltades om till Scandic.
Scandic Hotels Group AB är sedan den 2 december 2015 listat på den svenska börsen, Nasdaq OMX Stockholm.
I december 2017 slutförde Scandic uppköpet av den finländska hotellkedjan Restel. 43 hotell som tidigare främst opererat under varumärket Cumulus tillfördes till Scandics finska hotellportfölj och skyltades om under första delen av 2018.

### 2020-tal
I februari 2020 presenterade Scandic ett nytt varumärke vid namn Scandic Go. Planerna var att under slutet av 2020 och början av 2021 initialt profilera om fem existerande av Scandics hotell till att bli Scandic Go-hotell. Likt Scandics tidigare satsning kring varumärket HTL att erbjuda ett bredare ekonomisegment, skulle dessa hotell erbjuda minimal service och lägre priser än andra hotell inom Scandic. På grund av Coronaviruspandemin har detta ännu inte lanserats och de hotellen som planerades att profileras om till Scandic Go-hotell gjorde inte det förrän i september 2023. Först ut som nytt Scandic Go blev tidigare Scandic på Upplandsgatan i Stockholm, som hade premiär den 5 september 2023.
I mars 2020 varslades över hälften av Scandics fasta anställda om uppsägning till följd av Coronaviruspandemin. I april samma år hade Scandic Hotels en rumsbeläggning på sex procent, vilket var den lägsta beläggningen hotellkedjan haft någonsin. Den låga beläggningen och minskade intäkterna under året ledde till att Scandic redovisade en förlust på drygt sex miljarder för 2020.
Under sommaren 2025 gick Scandic ut med att frukost inte längre skulle ingå i rumspriset, något som tidigare gällt på flertalet hotell. Detta uppmärksammades i pressen.

## Miljöarbete
Sedan 1993 bedriver Scandic Hotels ett aktivt miljöarbete. 2014 hade 4 av 5 hotell i kedjan miljömärkningen Svanen, under 2025 var 95 % av hotellen i kedjan Svanennärkta.

## HTL
Hösten 2013 lanserade Scandic Hotel Group varumärket HTL Hotels. Som mest fanns två sådana hotell i Stockholm och två i Oslo. Under sommaren 2016 profilerades de om till Scandic-hotell.